# Edward Howell
Edward Howell   (Londres, 5 de febrer de 1846 - Londres, 1898) va ser un violoncel·lista i professor de música anglès de finals del segle xix. Va estudiar violoncel a la Royal Academy of Music de Londres després convertint-se en professor de violoncel al Royal College of Music, a la Royal Academy of Music i a la Guildhall School of Music de Londres.

## Biografia
Edward Howell va néixer a St. Pancras, Londres, Anglaterra el 1846. Va estudiar violoncel a la Royal Academy of Music, on tingué per professor el mestre Piatti.
Howell es va convertir en membre de l'Orquestra de l'òpera italiana i des de 1872 de l'orquestra del "Covent Garden Theatre". Va actuar regularment a festivals i concerts tant a Londres com a totes les províncies i es va fer conegut com a solista i membre de quartet. Va ser membre de la Societat Filharmònica i durant molts anys principal violoncel·lista en la seva orquestra, ocupant la mateixa posició en l'orquestra del Festival de Leeds des de 1880; també va ser violoncel·lista principal als "Three Choirs Festival" i a la Banda de la Reina. Va aparèixer al palau de cristall en els concerts per primera vegada el 27 d'octubre de 1883 com a solista al tercer concert de violoncel de Georg Goltermann. En 1892 va ser un dels tres violoncel·listes que van acvtuar en l'estrena del Rèquiem de David Popper per a tres violoncels i orquestra (Op. 66) juntament amb el compositor i Jules Delsart.
El seu violoncel fou un Montagnana fabricat el 1747.

## Carrera acadèmica
Howell era músic ordinari de la reina. Va ser professor de violoncel al Royal College of Music de 1884 a 1898; també va impartir classes a la Royal Academy of Music i a la Guildhall School of Music. Entre els seus alumnes hi havia els violoncel·listes W. H. Squire i Hebert Walenn. [18] El 1879 va publicar Un primer llibre per al Violoncello, que era una versió ordenada del tractat de tècnica de violoncel, escrit originalment per Romberg el 1842.